# Pic de Moredo
El Pic de Moredo o Roca Blanca és una muntanya de 2.766 metres que es troba al municipi d'Alt Àneu, a la comarca del Pallars Sobirà.
Aquest cim està inclòs al llistat dels 100 cims de la FEEC.